# برایس سولیل

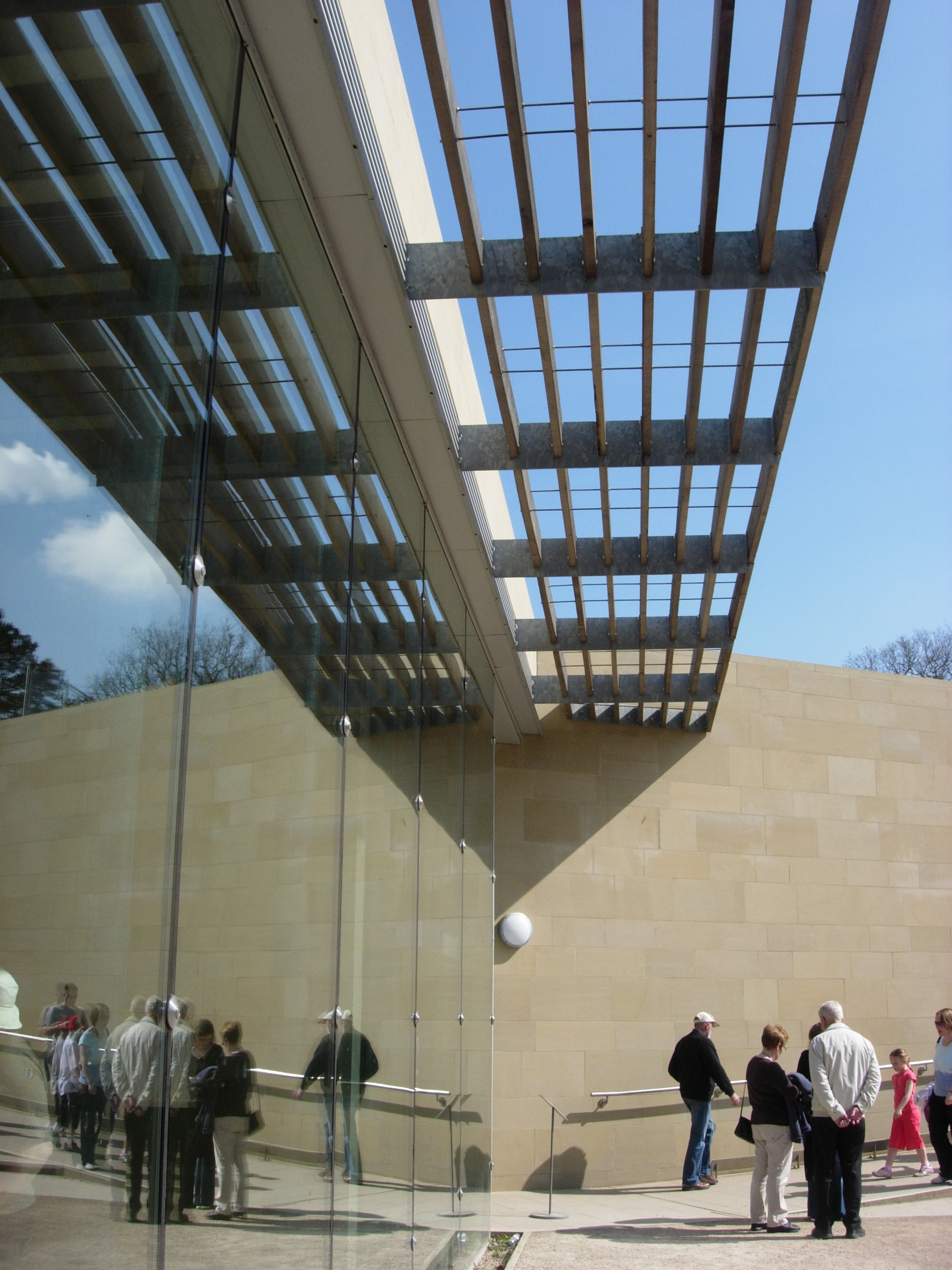
یک آفتاب‌شکن معمولی در گالری زیرزمینی پارک مجسمه یورکشایر. این عکس در یک ظهر ماه آوریل گرفته شده بود و کمی پس از اعتدال بهاری است. توجه داشته باشید که چگونه بالای شیشه در سایه است. در طول گذر از فصل تابستان، سایه آفتاب ظهر روی شیشه بزرگتر خواهد شد.

بریز سولِی، گاهی brise-soleil (تلفظ فرانسوی: [bʁi:z sɔlɛj] از زبان فرانسه) یا آفتاب‌شکن یک عنصر معماری در ساختمان است که افزایش حرارت در داخل ساختمان را کاهش می‌دهد و این کار را با منحرف کردن نور خورشید انجام می‌دهد. برایس سولیل‌ها می‌توانند شامل انواعی از سازه‌های دائم سایه‌بانی باشند اعم از نوع ساده بتنی در قالب‌های مشبک رایج معرفی شده توسط لوکوربوزیه تا نمونه‌های ابداعی با مکانیسم بال مانند سانتیاگو کالاتراوا برای موزه هنر میلواکی یا نمونه مکانیکی در انیستیتو جهان عرب توسط ژان نوول که در واقع دستگاه‌هایی هستند که با حرکت خودشان ایجاد الگوهای جدید می‌کنند.

آفتاب‌شکن در تعریف فرمی، یک سطح گسترش‌یافته از سمت آفتاب‌گیر نمای یک ساختمان است و بیشتر برای جلوگیری از گرم شدن بیش از حد در طول تابستان برای نماهایی با مقدار زیادی شیشه استفاده می‌شود. برایس سولیل‌ها در زمینه گرمایش منفعل در مقابل لوورها عملکرد بهتری دارند. اغلب لوورها در زاویه تند آفتاب تابستان سایه خوبی ایجاد نمی‌کنند همچنین به آفتاب مایل زمستان نیز اجازه ورود مناسب نداده و فرایند گرمایش غیرفعال خورشیدی به درستی انجام نمی‌شود.

## نگارخانه

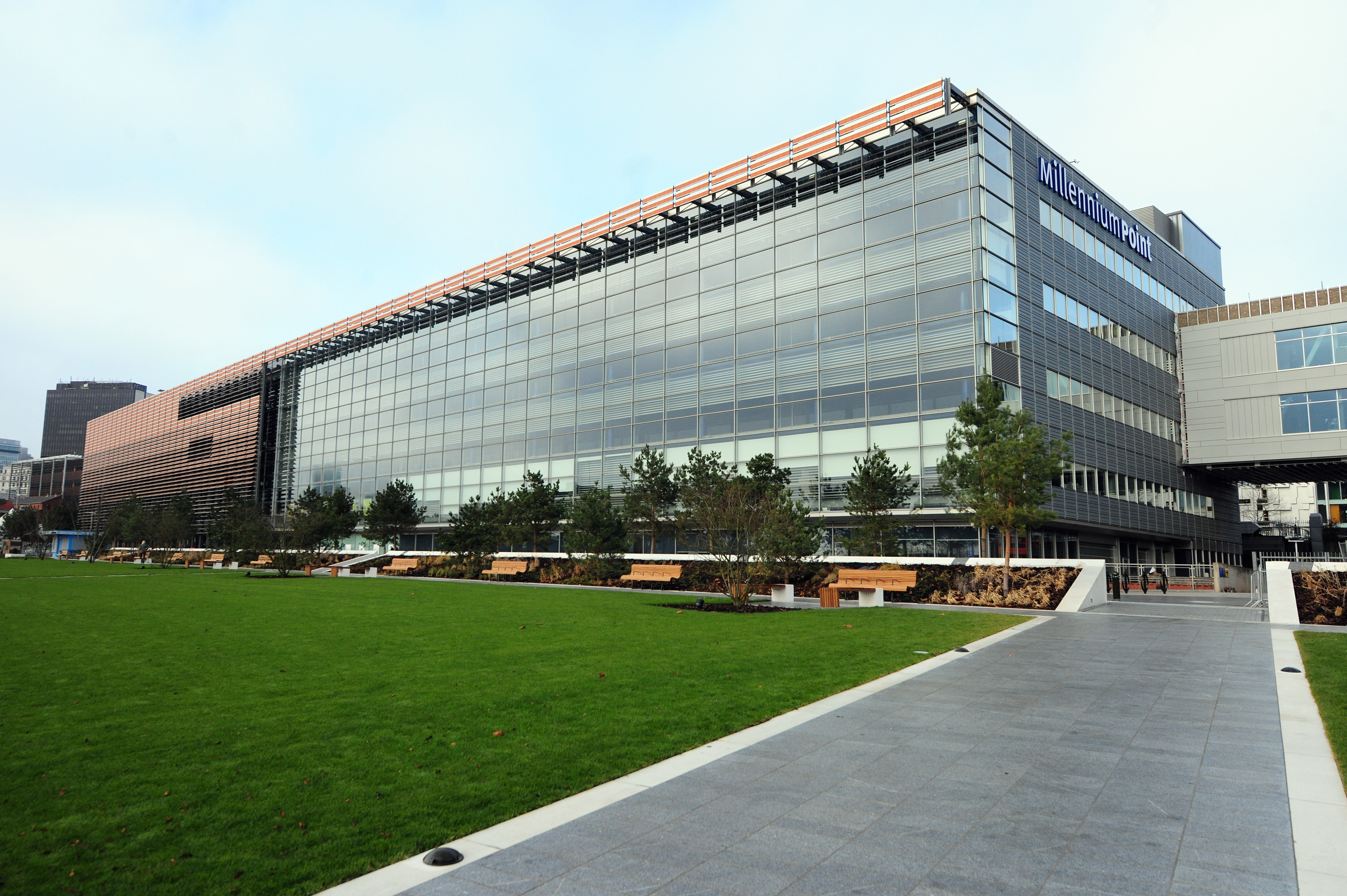
Millennium_Point_(Birmingham), Birmingham, UK.
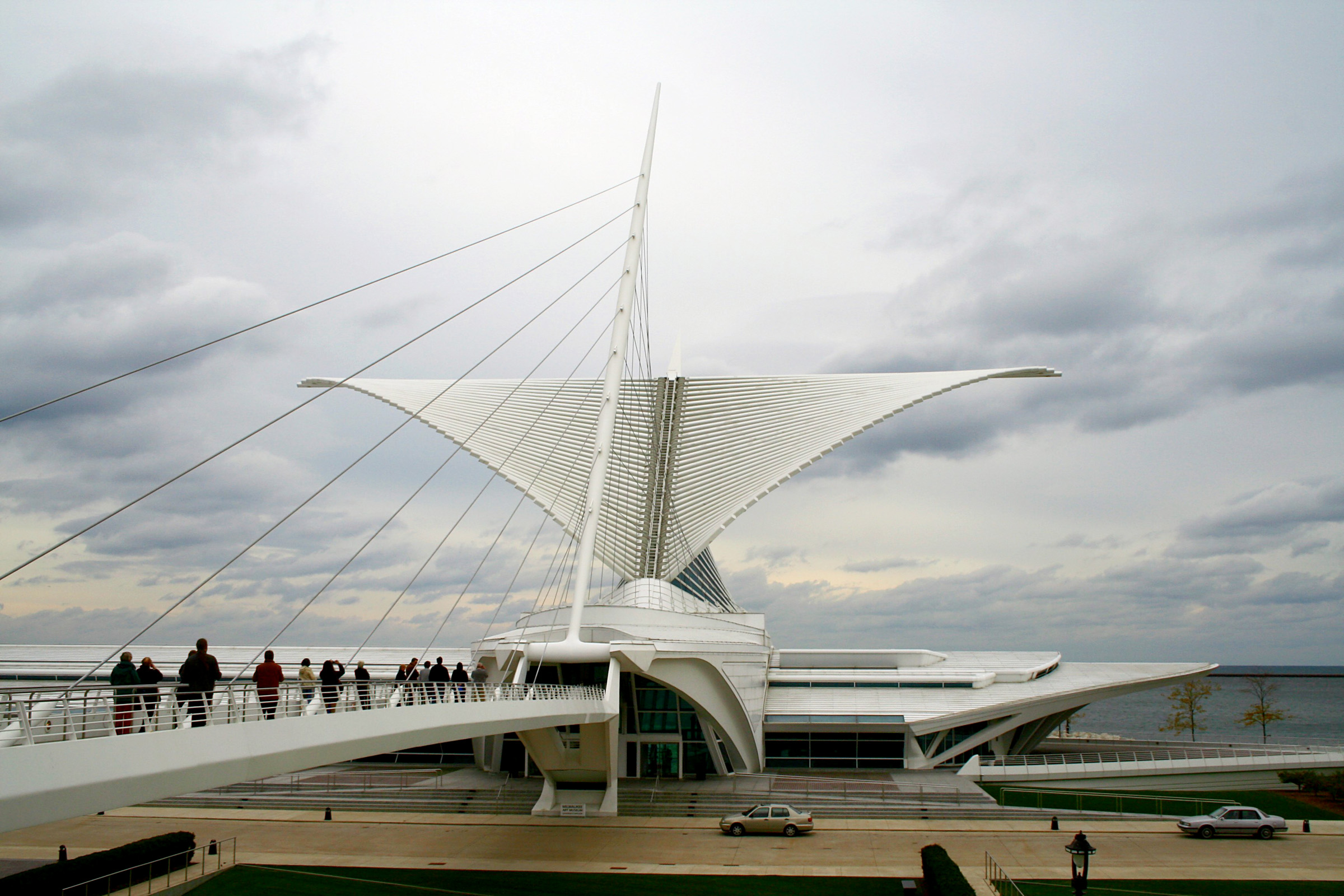
I. The movable Burke brise soleil on the Quadracci Pavilion of the Milwaukee Art Museum closes at sunset
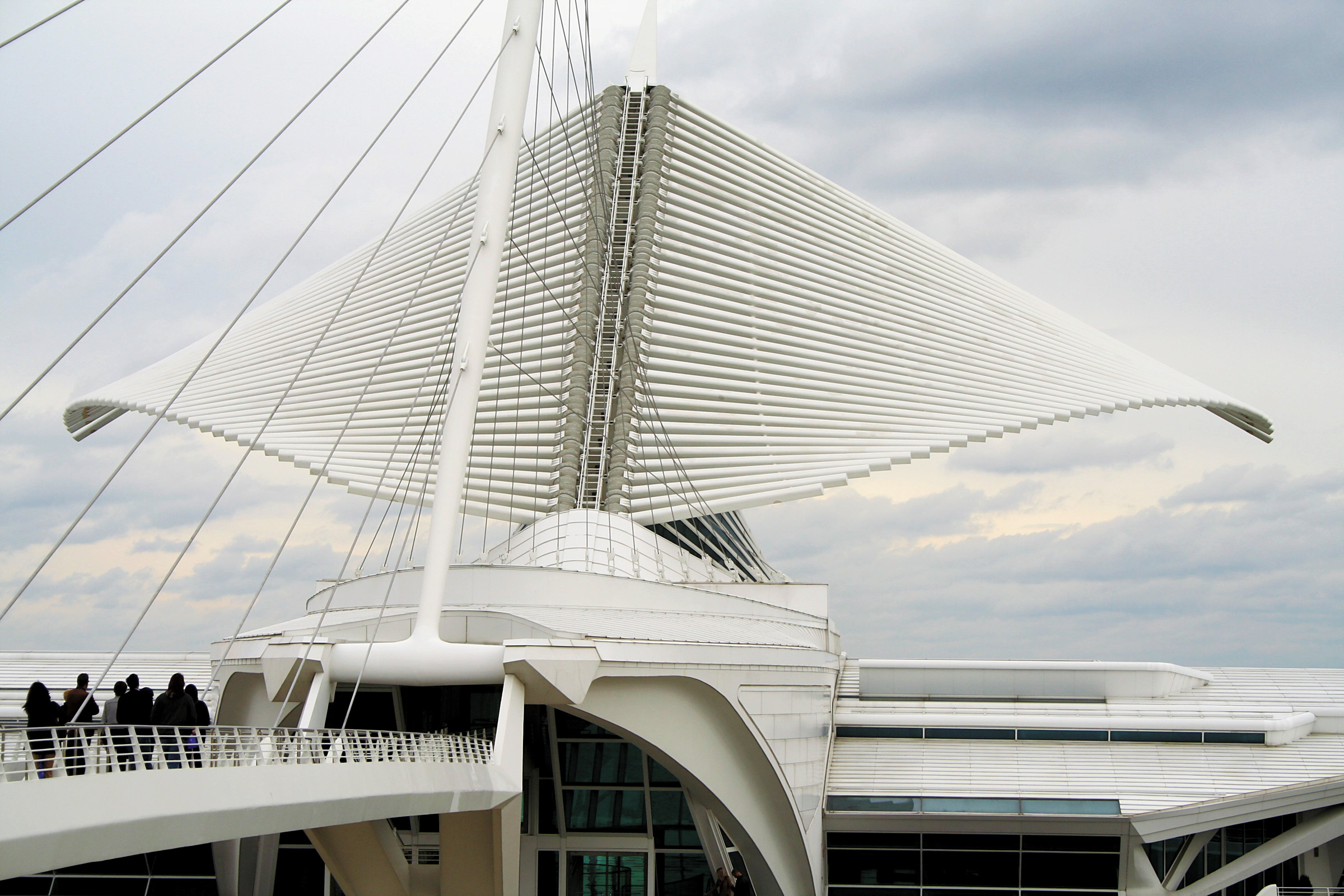
II.
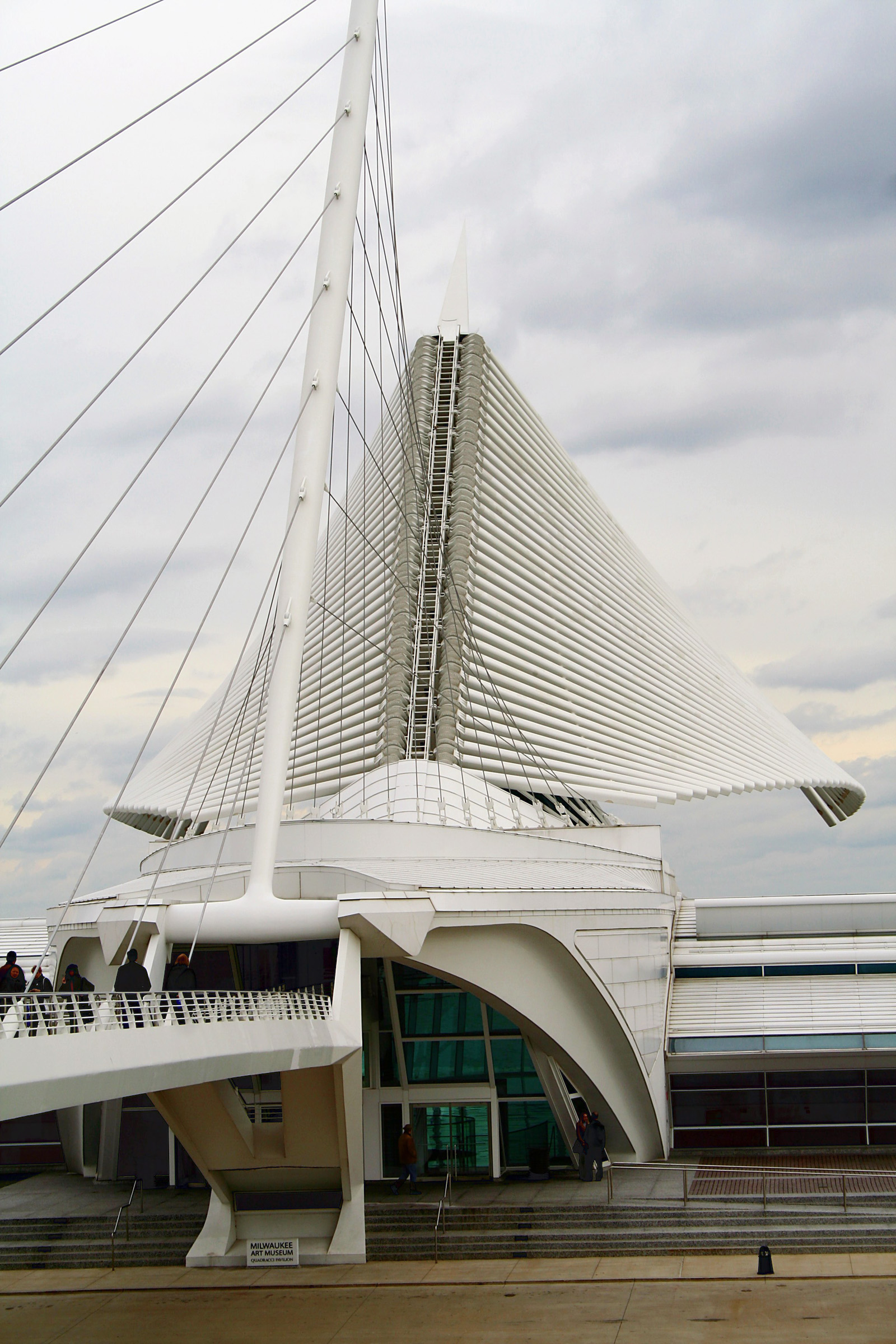
III.
- time lapse of Milwaukee Art Museum's moving brise soleil from multiple angles
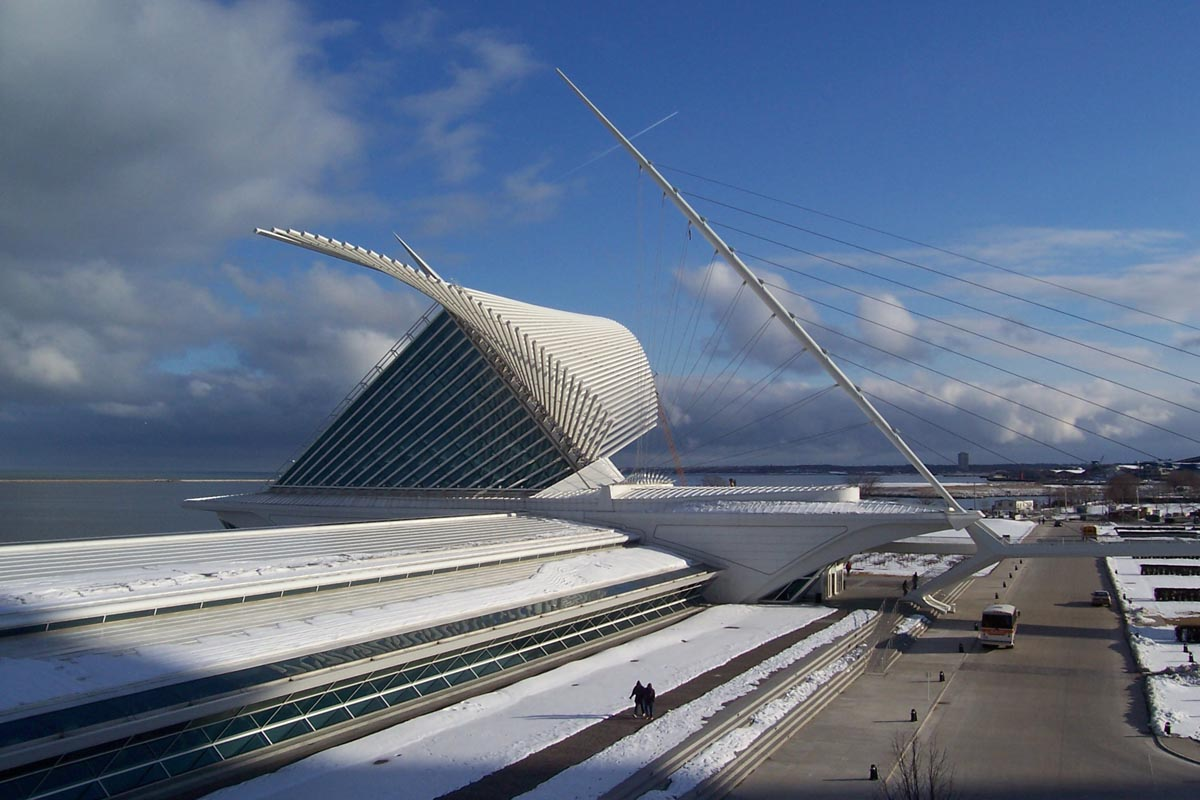
Side view of the brise soleil on the Quadracci Pavilion
Concrete brise soleil
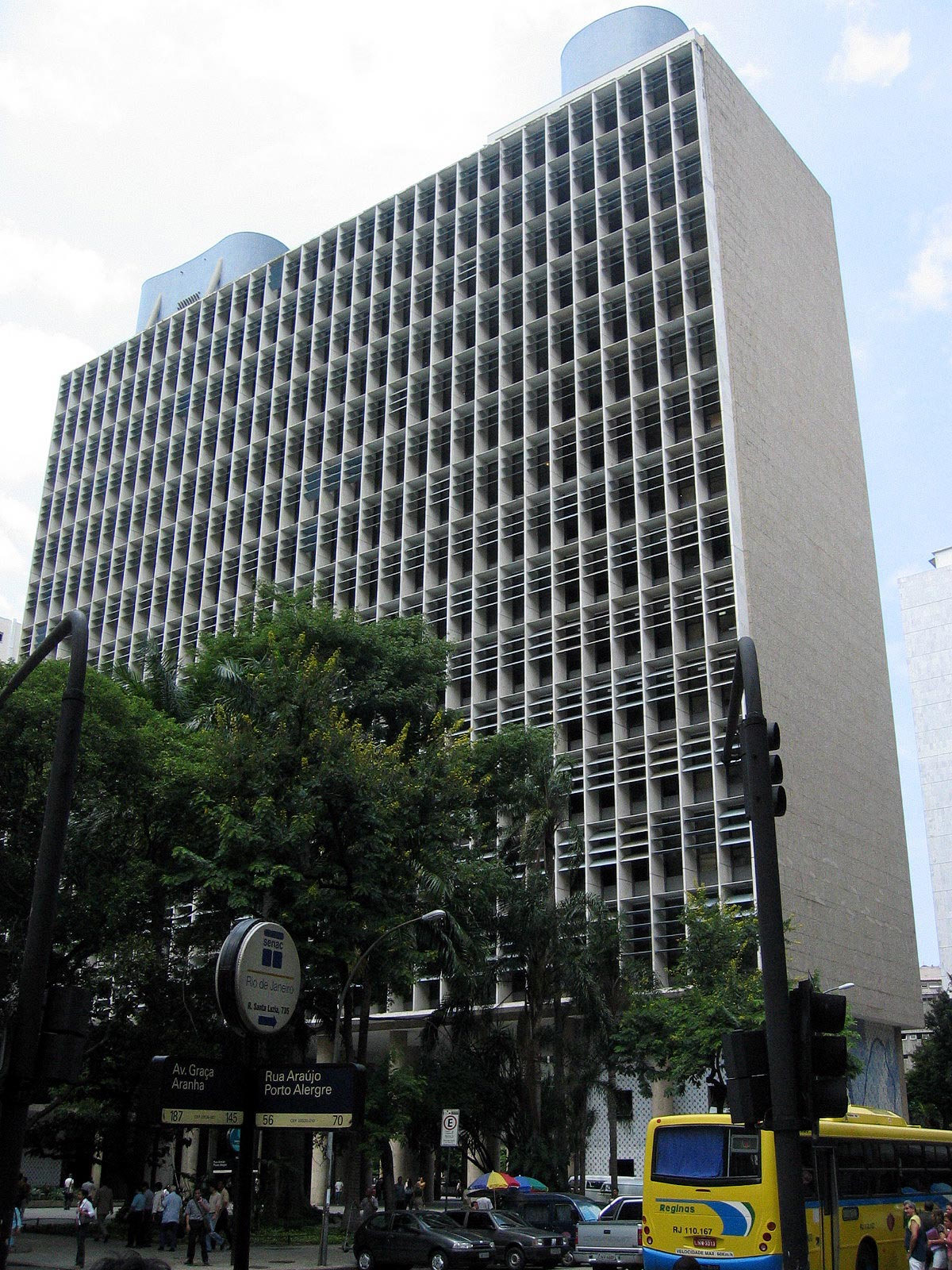
Gustavo Capanema Palace in Rio de Janeiro
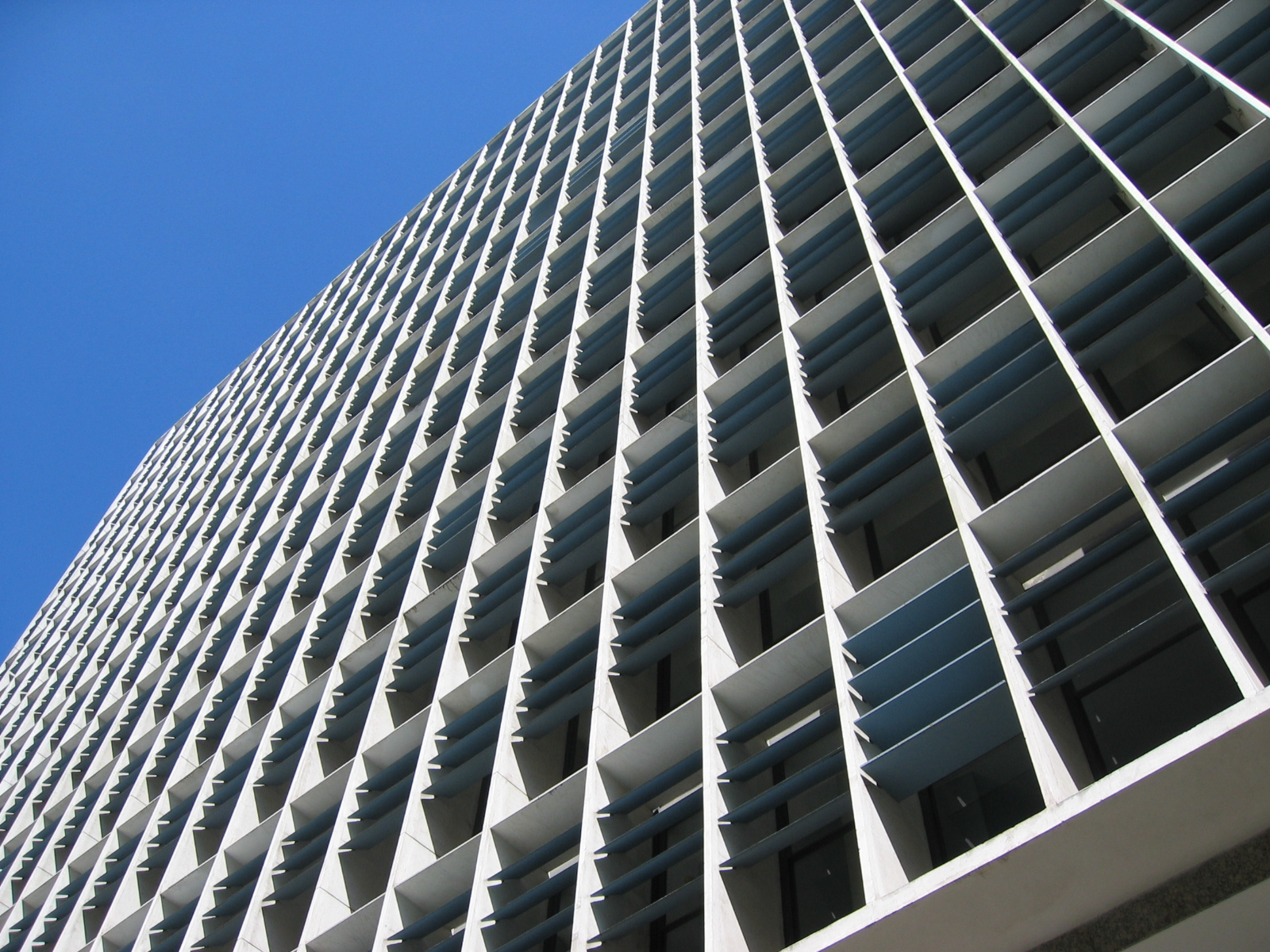
Detail of north facade of Gustavo Capanema Palace
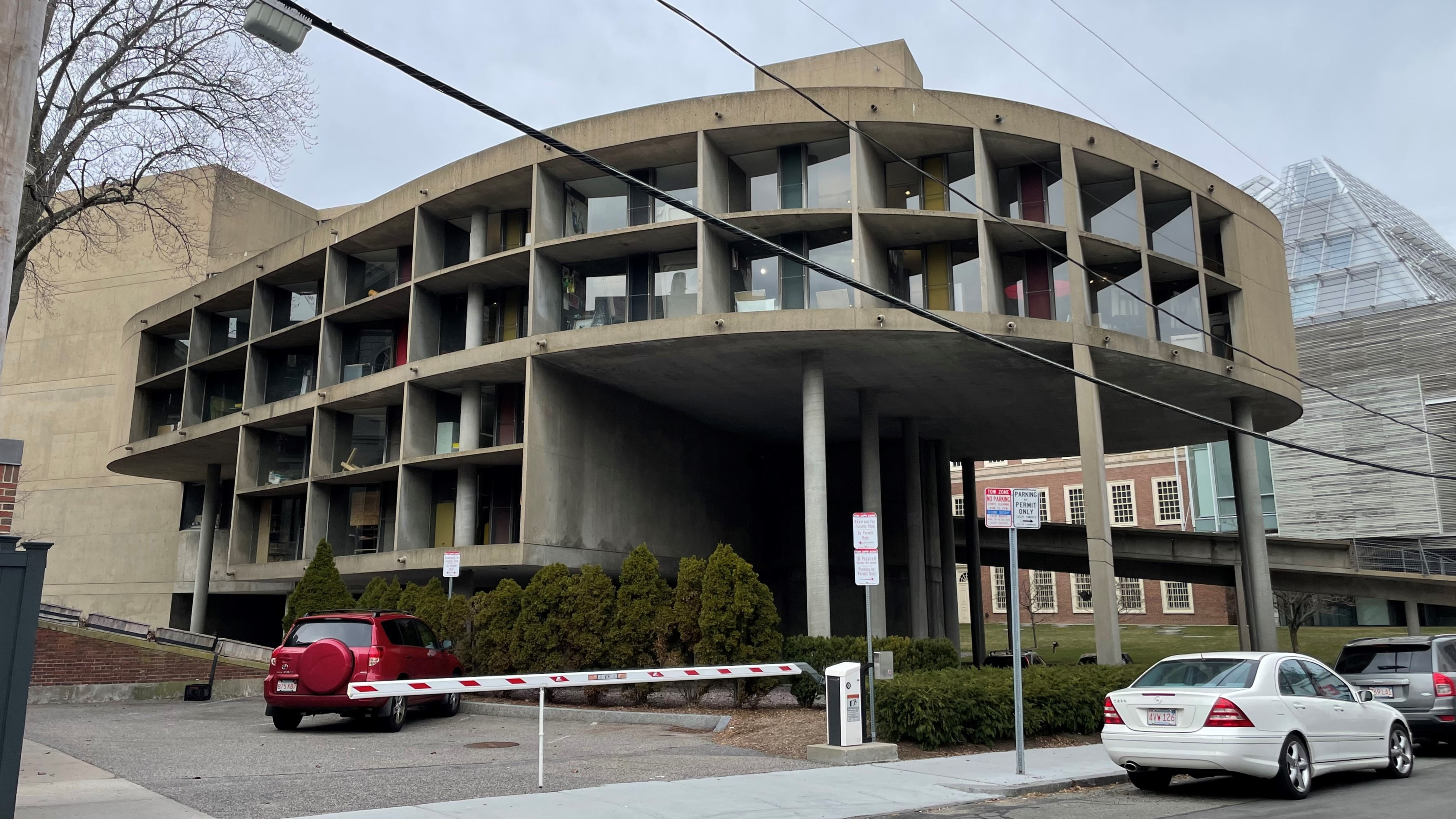
The Carpenter Center for the Visual Arts
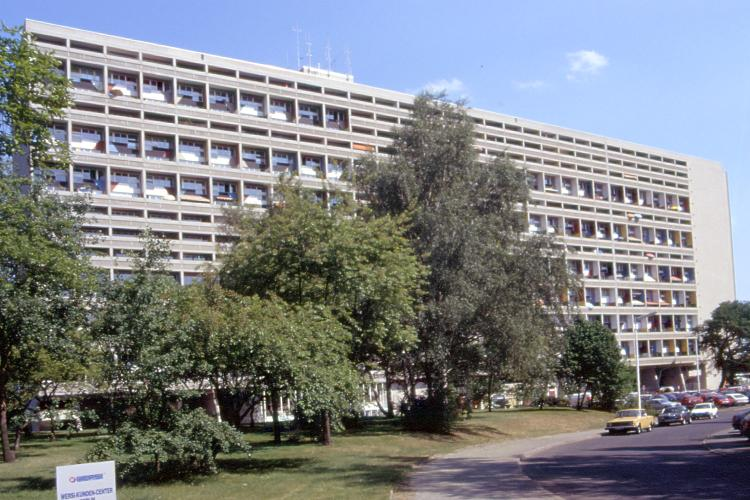
Unité d'Habitation in Berlin
Geosciences Institute of Unicamp (Campinas, Brazil)Geosciences Institute of Unicamp (Campinas, Brazil)

## لینک‌های خروجی
- Brise soleil at the Milwaukee Art Museum
- British-Yemini Society Influence of climate on window design